# Piper tenuicuspe
Piper tenuicuspe är en pepparväxtart som först beskrevs av Friedrich Anton Wilhelm Miquel, och fick sitt nu gällande namn av C. Dc.. Piper tenuicuspe ingår i släktet Piper och familjen pepparväxter. Utöver nominatformen finns också underarten P. t. nervosius.